# Mir (ruimtestation)

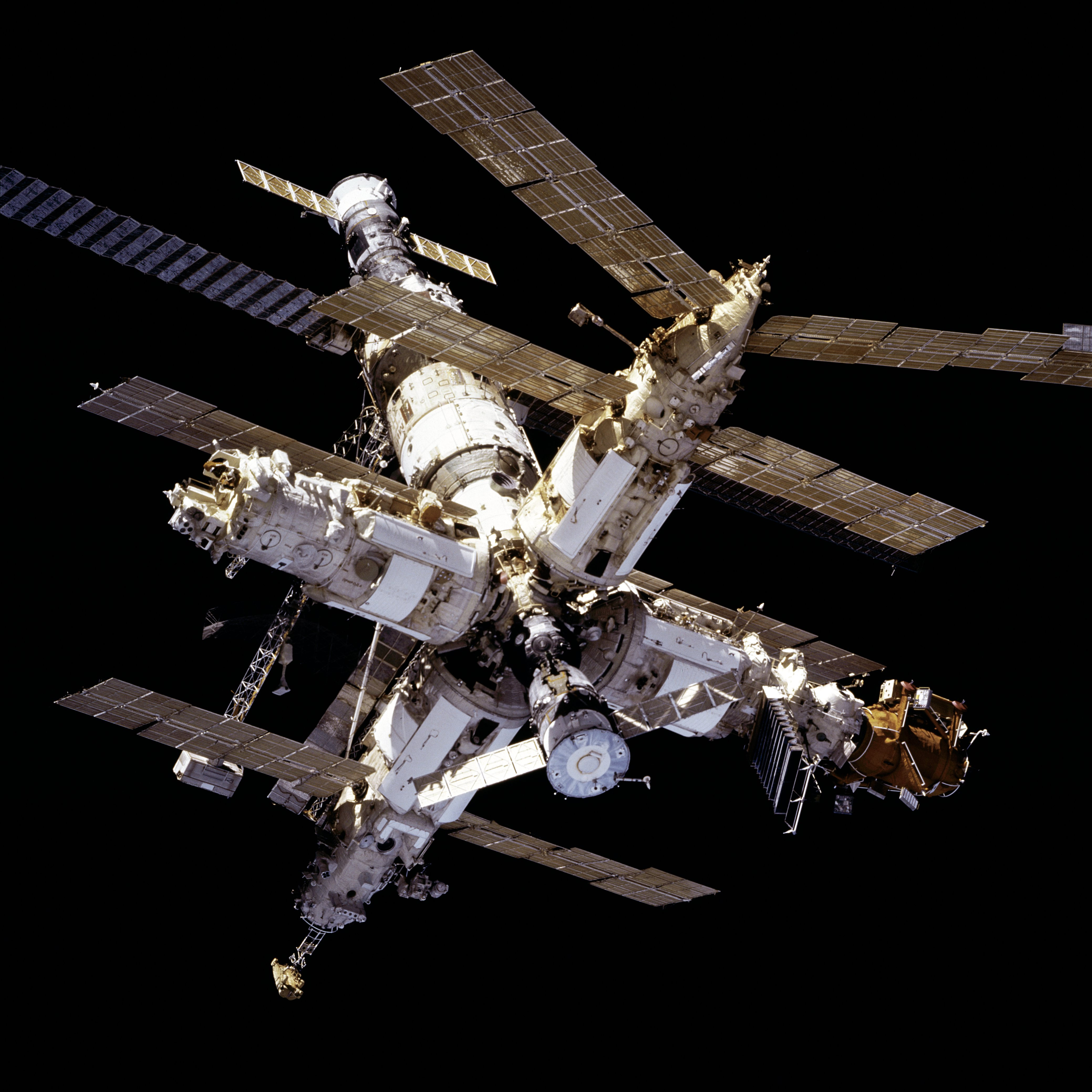
Mir gefotografeerd tijdens spaceshuttlevlucht STS-81

Het Russische ruimtestation Mir (Мир, dat in het Russisch zowel wereld, gemeenschap alsook vrede betekent) was het eerste permanent bewoonde ruimtestation in een baan om de Aarde. Het bestond uit verschillende met elkaar verbonden modules, waarvan de eerste module op 19 februari 1986 werd gelanceerd en de laatste in 1996. Mir was gebaseerd op de al eerder door de Russen gelanceerde Saljoet-ruimtestations. Gedurende de tijd dat Mir in een baan om de aarde cirkelde, is er veel wetenschappelijk onderzoek verricht.
Vanaf zijn lancering tot augustus 1999 is Mir bijna continu bewoond geweest. Op 23 maart 2001 keerde Mir na 15 jaar terug in de Aardse atmosfeer om vervolgens in brokstukken in het zuiden van de Grote Oceaan neer te storten. Voor die tijd waren er nog vage plannen om Mir te gebruiken als televisie- of filmstudio, maar daarvoor bleek hij te onstabiel en te onveilig. Het zou eenvoudigweg te duur zijn geworden om Mir nog langer in gebruik te houden.
De kosmonaut Valeri Poljakov verbleef het langst in Mir en in de ruimte. In 1995 vestigde hij dit record met 437 dagen en 18 uur.

## Modules

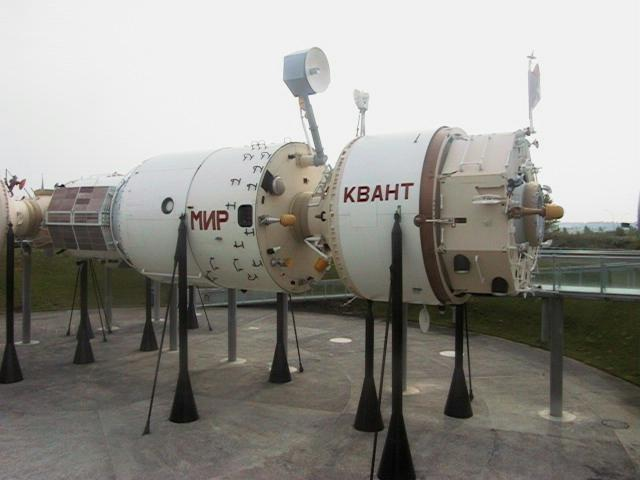
Model op ware grootte in Cité de l'espace.

De meeste modules zijn door de Proton-draagraket in hun baan om de aarde gebracht.

### Basisblok
Het basisblok was de eerste module en werd geassembleerd in april 1985, vanaf mei 1985 onderging het verschillende testen. Het werd gelanceerd op 19 februari 1986. Deze basismodule had een sterke gelijkenis met de ruimtevaartstation-serie Saljoet. De module beschikte over een besturingseenheid en een woonruimte. Aan de module zaten drie zonnepanelen. Ze had zes koppelpoorten voor koppelingen met vrachtschepen en de wetenschappelijke modules.

### Kvant I-module
De Kvant I (Квант verwijst naar kwantum) werd op 31 maart 1987 gelanceerd en werd gekoppeld aan het station op 12 april 1987. Deze astrofysische module droeg onder andere instrumenten om röntgenbronnen in de ruimte te observeren. Ook konden er biotechnologische experimenten worden uitgevoerd, onder andere voor antivirale medicijnen.

### Kvant II-module
De Kvant II-module werd op 26 november 1989 gelanceerd en werd gekoppeld aan het station op 6 december 1989. De module beschikte over wetenschappelijke instrumenten en een ruimte voor persoonlijke verzorging. De module droeg ook twee zonnepanelen.

### Kristal-module
De Kristal (Кристалл verwijst naar kristal) werd op 31 mei 1990 gelanceerd en op 10 juli gekoppeld aan het ruimtestation. Deze module droeg verschillende wetenschappelijke instrumenten.

### Spektr-module
De Spektr (Спектр verwijst naar spectrum)-module werd op 20 mei 1995 gelanceerd en gekoppeld aan het station op 1 juni 1995. Deze module leverde woon- en werkruimte voor de Amerikaanse astronauten, die inmiddels ook regelmatig gebruik maakten van Mir. De Spektr-module werd ook gebruikt voor geofysisch onderzoek naar de atmosfeer, oceanen en het landoppervlak van de aarde. Daarnaast werd ze gebruikt voor biomedische onderzoeken.

### Koppelingsmodule
Op 15 november 1995 werd er een koppelingsmodule aan het station gekoppeld, zodat de Spaceshuttles eenvoudiger konden koppelen aan het ruimtestation. Deze module werd geleverd door de Space Shuttle Atlantis.

### Priroda-module
Op 23 april 1996 werd de Priroda (Природа verwijst naar natuur)-module gelanceerd en op 26 april 1996 gekoppeld. Deze module werd onder andere gebruikt voor de studie van het aardoppervlak en de effecten op de mens tijdens een langdurig ruimteverblijf.
Aan het eind van zijn levensduur was de omvang van Mir 33 × 31 × 27,5 m en de massa omstreeks 140.000 kg. In totaal zijn er ruim honderd ruimtevaarders aan boord geweest. Sinds de lancering van de eerste module heeft Mir ruim 360.000 keer rond de aarde gedraaid, op een gemiddelde hoogte van 375 kilometer.

## Geschiedenis

### Codenaam 'Phase One'
De Amerikaanse president George H.W. Bush en zijn Russische collega Boris Jeltsin kwamen in juni 1992 overeen dat beide naties zouden samenwerken bij het verkennen van de ruimte. Het eerste resultaat daarvan was dat er een Amerikaan aan boord klom van Mir en er twee Russische kosmonauten aan boord van de Space Shuttle gingen. Deze samenwerking, waarbij de Amerikanen veelvuldig gebruik maakten van Mir, werd bekend onder de codenaam 'Phase One' (Eerste fase).
Ruim een jaar na de overeenkomst kondigen Al Gore en Viktor Tsjernomirdin in september 1993 de plannen voor een nieuw ruimtestation aan: Phase Two (Tweede fase). Hiermee was de basis voor het International Space Station (ISS) gelegd.

#### Achtergrond van 'Phase One'
Na het uiteenvallen van de Sovjet-Unie brokkelde de invloed van de Sovjet-Unie snel af. Het ruimtevaartprogramma hield de status van het land als supermacht nog enigszins op peil, maar leed evenals andere staatsinstellingen onder het tekort aan geld. In 1997 was het ruimtevaartbudget, vergeleken met 1989, gedaald met 80%. Noodgedwongen staakte men de verdere ontwikkeling van het Russische ruimteveer Boeran. 
Acht lange jaren van voortdurend bezuinigen betekende projecten schrappen en hooggeschoold personeel ontslaan. De vloot van verbindingsschepen, waardoor kosmonauten op ieder moment radiocontact met de vluchtleiding konden opnemen, hield eveneens op te bestaan. Ten tijde van 'Phase One' was ieder anderhalf uur een kwartiertje radiocontact mogelijk. Naast de Russische grondstations assisteerden twee Amerikaanse radarstations en een afgehuurde antenne in Duitsland. Het was al een meevaller dat de Russen hun basis in het (nu onafhankelijke) Kazachstan konden behouden.

#### Situatie te Sterrenstad
Het vluchtleidingscentrum bood een treurige aanblik. In de lobby brandden zo min mogelijk lampen om een paar centen te besparen. Die staken schril af tegen de felle kroonluchters en kristallen beeldjes van een Tsjechische lampenfirma, waaraan de directie noodgedwongen een ruimte had verhuurd. De verouderde computers zorgden voor geschokte gasten, en niet slechts in figuurlijke zin. Regelmatig kregen bezoekers een elektrische schok bij aanraking. Het overgebleven personeel moest lijdzaam afwachten wanneer ze hun salaris kregen, dat voor de meesten hooguit 600 dollar bedroeg. Velen zochten bijverdiensten als tolk of taxichauffeur. Voor een interview met de directeur, Vladimir Solovjov, bedroeg het tarief 1500 dollar. Ondergeschikten van generaal Pjotr Klimoek vonden nog een manier om toeristen te plukken. Voor 200 dollar per persoon per dag kregen grote aantallen Britse schoolkinderen praktisch onbeperkt toegang tot de basis. Ze mochten ruimtepakken aantrekken en door oefenmodellen kruipen - tot ontsteltenis van kosmonauten, die tijdens hun training regelmatig werden geconfronteerd met de zoveelste schoolklas. Bewaking bestond nog slechts op papier: voor 10 dollar lieten de wachtposten bezoekers ongehinderd de poort passeren.
Begin 1997 was het Russische ruimtevaartprogramma nog slechts een schim van zichzelf. Iedere stationsbemanning kon ervan uitgaan dat ze langer bleven dan gepland. De frequentie van de onbemande Progress-vrachtschepen halveerde: van zes naar drie per jaar. Zo bespaarde men op dure draagraketten. De raketten die nog omhooggingen waren lichter dan gebruikelijk. De reguliere kerosine-stuwstof Synthin werd te duur. Als "oplossing" sloopten de Russen diverse noodsystemen uit zowel Progress- als Sojoez-schepen.
Ondanks hevige protesten van onder andere Aleksandr Serebrov (die na zijn tijd als actieve kosmonaut Jeltsins hoogste adviseur werd op ruimtevaartgebied), kreeg Mir geen koppelsimulator. Hiermee zouden kosmonauten kunnen oefenen om schepen handmatig te koppelen. Na een week in de ruimte ging de hand-oog-coördinatie van de gemiddelde kosmonaut al sterk achteruit. Zelfs dit verzoek vond men te duur; de prijs voor de benodigde apparatuur bedroeg ongeveer 5000 dollar. De simulators te Zvjozdny gorodok toonden de kosmonauten slechts een zwarte achtergrond; vrij zinloos als de kosmonaut in kwestie moet aankoppelen met een achtergrond van witte bewegende wolken.

#### Onmin met Oekraïne
Bezoekende schepen van Mir gebruikten het Koersk-naderingssysteem om aan te meren. De producent, Radiopribor uit Kiev, zetelde in het nu onafhankelijke Oekraïne. De Oekraïense overheid verhoogde de prijs voor een Koersk-systeem binnen vijf jaar met 400%. Russische protesten werden genegeerd, met het verzoek eerst hun achterstallige rekeningen te voldoen. Toen de Russen in gebreke bleven, stuurde Radiopribor geen of slechts incomplete exemplaren. Met ieder vrachtschip dat in de dampkring verbrandde, verloren de Russen een kostbare koppelcomputer. Rond 1996 begonnen de kosmonauten de apparatuur uit de Progress te demonteren, alvorens die te ontkoppelen. Achter de schermen deed men een dringend verzoek aan de Amerikanen de verwijderde computers aan boord van de Shuttle mee terug naar de Aarde te nemen.

#### Verdiensten van kosmonauten
Rond 1990 verloren Sovjet-kosmonauten hun privileges. Hun gratis appartement en auto verdwenen. Met de vakanties op staatskosten aan de Zwarte Zee of Vietnamese stranden was het eveneens gedaan. Ook de bezoldiging van de kosmonauten leed onder de financiële problemen. Hun salarissen werden dermate gekort, dat de Doema een wet aannam om deze weer op peil te brengen. 
Dan nog stak hun loonstrook pover af bij de bedragen die NASA haar astronauten betaalde. Een astronaut verdiende bij NASA omstreeks 1995, afhankelijk van de loonschaal, 48.000 à 103.000 dollar per jaar. Om te voorkomen dat hooggeschoolde kosmonauten massaal hun baan opzegden, bedacht bedrijf Energia een bonus/malus-systeem. Een Russische kosmonaut die geen ruimtevlucht maakte, haalde jaarlijks misschien net de 20.000 dollar. Voor iedere ruimtevlucht verkreeg men een bonus, die gemiddeld 30.000 dollar bedroeg.
Iedere kosmonaut die naar Mir vloog, tekende tevoren een contract. Dit vermeldde exact de te verrichten werkzaamheden, experimenten en aantal ruimtewandelingen. Zo leverde bijvoorbeeld een ruimtewandeling 1000 dollar op. Elke vergissing werd opgetekend. Een niet opgevolgd bevel, niet uitgevoerde proef of ruimtewandeling betekende een boete op de bonus.

#### Regering Clinton wil Russische Von Braun voorkomen
Met alle Russische problemen in het achterhoofd, poogde de regering Clinton de Russen binnenboord te houden. Washington zat niet te wachten op Russische raketgeleerden die hun kennis aan bijvoorbeeld Libië of Iran te koop aanboden. Ook het instabiele Jeltsin-regime kreeg zo wat meer ondersteuning. NASA poogde al tien jaar een eigen ruimtestation te lanceren. Dit had reeds 8 miljard dollar gekost. Nu kon NASA aan boord van Mir ervaring opdoen voor het ISS. De Russen konden met de 400 miljoen dollar hun ruimtevaartprogramma overeind houden.

### Problemen met Mir

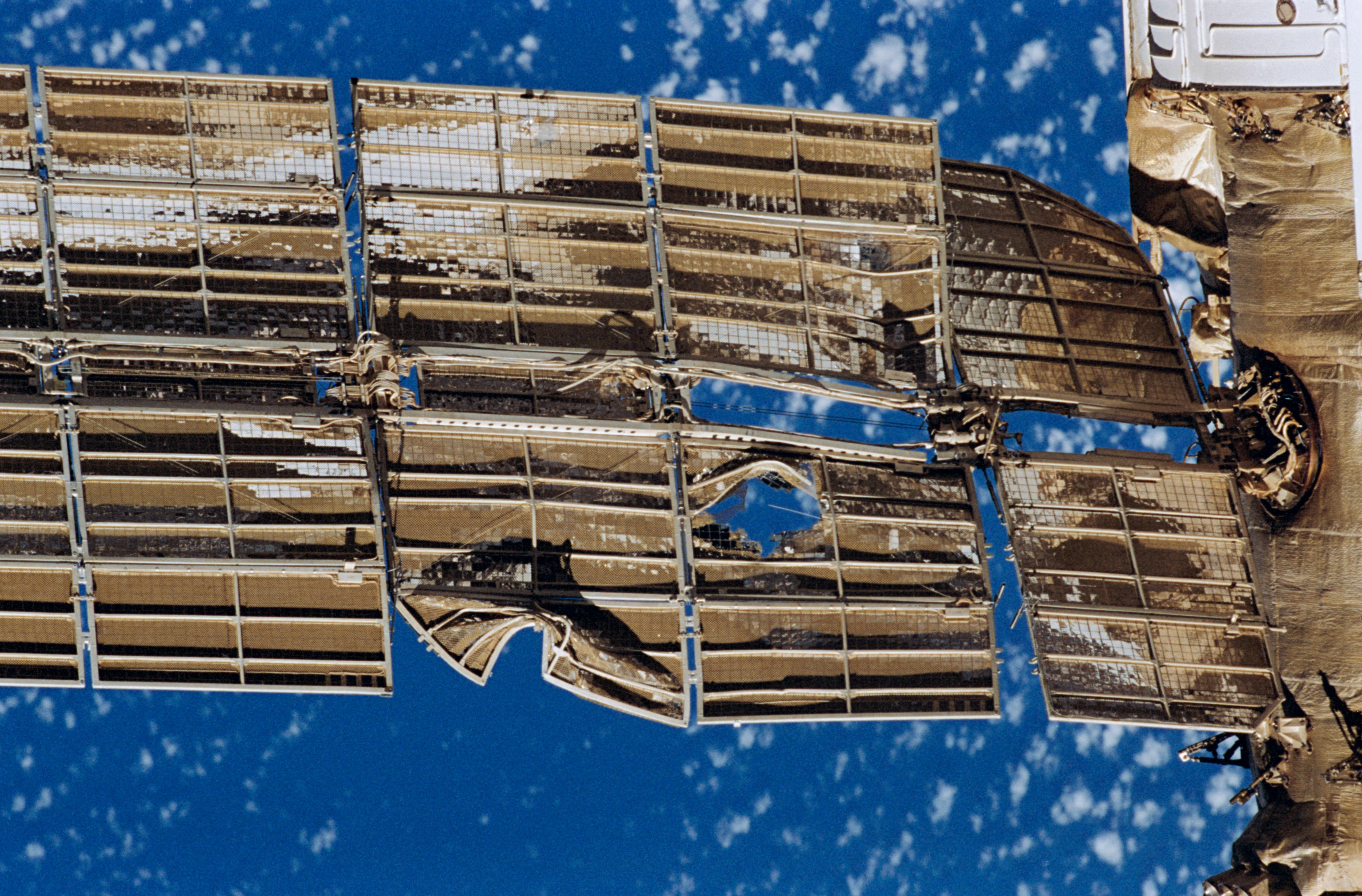
De zwaar gehavende zonnepanelen van de Spektr-module, door de aanvaring met vrachtpendel Progress M-34.

De laatste jaren had Mir regelmatig problemen. Op 23 februari 1997 brak er brand uit aan boord en scheelde het weinig of de complete zeskoppige bemanning had het ruimtestation moeten verlaten (via de twee Sojoez-schepen). Vier maanden later kwam Mir in botsing met een onbemand Progress-vrachtschip, waarbij een module lek raakte en dat deel van Mir moest worden afgesloten. 
Andere problemen waren de energievoorziening die regelmatig uitviel, lekkende leidingen en de temperatuur, welke in de Kvant II-module regelmatig opliep tot meer dan 40 graden Celsius. Dat was ook geen wonder, want het oorspronkelijke ontwerp van het ruimtestation was berekend op een levensduur van slechts vijf jaar. Gebrek aan vertrouwen, coördinatiestoringen en taalproblemen verergerden de problemen nog eens.

### Terugkeer naar aarde
Met behulp van een op 27 januari 2001 aangekoppeld Progress-vrachtschip werd tussen 7 maart en 21 maart Mir in een lager gelegen baan gebracht op 220 kilometer. Plotseling trad er een nieuw probleem op; Mir begon langzaam te tollen. Omdat het stabiliseren erg veel brandstof zou kosten, werd dit uitgesteld tot de laatste dag voor de impact. 
In Japan, Nieuw-Zeeland en Australië ontstond grote onrust over de schade die eventueel op land neerstortende brokstukken zouden aanrichten. Om deze onrust weg te nemen werd er voor 2 miljoen dollar een verzekering afgesloten die eventuele schade dekte. Op 23 maart dook Mir met een snelheid van ongeveer 8 km/s de dampkring binnen. Door de grote plotselinge afremming door de toenemende luchtdruk en de hoge temperatuur brak het schip in stukken en sommige onderdelen verbrandden. Vanaf de Fiji-eilanden waren de verbrandende delen goed zichtbaar. Over een gebied van zo'n 5000 kilometer lang en 200 kilometer breed op 4000 kilometer ten oosten van Nieuw-Zeeland kwamen de brokstukken neer in de Grote Oceaan.

## Europese inbreng
De ESA werkte al vanaf haar oprichting nauw samen met zowel de Verenigde Staten als de Sovjet-Unie, ook als deze dit liever niet aan de grote klok hingen. Zo werd op zekere dag professor de Jager voor een saunabezoek uitgenodigd door de vicepresident van de Russische ruimtevaartorganisatie. Zonder pottenkijkers informeerde de Rus hem over de aanstaande lancering van MIR. Hij bood ESA aan om een instrument mee te sturen, maar maakte tevens duidelijk dat dit binnenskamers moest blijven. De keus viel op een instrument dat nauwkeurig de positie van uit het heelal afkomstige röntgenstraling vastlegde. Toen dit instrument mankementen vertoonde, kwamen enkele kosmonauten naar Utrecht. Daar leerden ze hoe ze het ding weer aan de praat kregen.